# Máxima Nizozemská
 Máxima Nizozemská (rozená Máxima Zorreguieta Cerruti; * 17. května 1971, Buenos Aires) je nizozemská královna jako manželka Viléma-Alexandra.

## Život
Po svém otci Jorge Zorreguietovi, bývalém ministrovi zemědělství ve vládě argentinské vojenské junty vedené generálem Jorge Rafaelem Videlym, je Máxima potomkem portugalského krále Dinise a také Túpaca Hualpy, což byl mladší bratr posledního císaře Incké říše Atahualpy.
Jeho druhá manželka María del Carmen Cerruti Carricart, měla kromě Máximy ještě dva syny a dceru (která v roce 2018 spáchala sebevraždu). Mimo to má Máxima ještě tři polorodé sestry z otcova prvního manželství.
Je pojmenovaná po své prababičce z otcovy strany Máximě Bonorino Gonzálezové (1874–1965).
Vyrůstala ve čtvrti Recoleta ve městě Buenos Aires a studovala na Northlands School, dvojjazyčné škole ve městě Olivos. Vystudovala ekonomii na Papežské katolické univerzitě v Argentině (UCA) v roce 1995. Tuto soukromou univerzitu řídí adresář místních biskupů, včetně  papeže Františka, tehdejšího arcibiskupa z Buenos Aires a velkého kancléře UCA. Svá studia dokončila získáním magisterského titulu v USA.
V letech 1989 až 1990, ještě na vysoké škole, pracovala pro Mercado Abierto Electrónico SA. V letech 1992 až 1995 pracovala v obchodním oddělení společnosti Boston Securities SA v Buenost Aires, kde prováděla výzkum softwaru pro finanční trhy. Od července 1996 do února 1998 pracovala pro HSBC James Capel Inc. v New Yorku, kde se stala viceprezidentkou pro institucoiální prodej pro Latinskou Ameriku. Od té doby až do července 1999 byla viceprezidentkou divize rozvíjejících se trhů společnosti Dresdner Kleinwort Benson v New Yorku. Od května 2000 do března 2001 pracovala pro Deutsche Bank v New Yorku a Bruselu. Pracovala také jako učitelka angličtiny pro děti a dospělé a matematiky pro studenty středních škol a nováčky.

## Vztah s Vilémem-Alexanderem
Maxima se setkala s Vilémem-Alexanderem v dubnu 1999 v Seville ve Španělsku, na jarním trhu. V rozhovoru uvedla, že se představil pouze jako Alexander, takže nevěděla, že je princ. Myslela si, že si dělá legraci, když jí později řekl, že není jen princ, ale že je Princ Oranžský a dědic nizozemského trůnu. Dohodli se, že se o dva týdny později setkají v New Yorku, kde Máxima pracovala pro Dresdner Kleinwort Benson. Jejich vztah zřejmě začal v New Yorku, ale po nějaké době se Máxima setkala s Vilémovými rodiči, královnou Beatrix a princem Clausem.
Zprávy o vztahu páru a případných plánech manželství vyvolaly v Nizozemsku polemiku kvůli zapojení Máximina otce Jorge Zorreguiety jako ministra vlády během procesu národní reorganizace, nejnovější argentinské diktatury. Otcovo působení ve funkci ministra se odehrálo v počátečních fázích špinavé války, období represí, během nichž bylo během sedmiletého vojenského režimu zabito nebo zmizelo asi 30 000 lidí. Na žádost Generálních stavů (Senát a Sněmovna reprezentantů) provedl nizozemský profesor latinskoamerických studií Michiel Baud šetření týkající se zapojení Zorreguiety do Špinavé války (zhruba 1974–⁠1983). Zorreguieta tvrdil, že jako civilista nevěděl o špinavé válce, když byl ministrem. Baud zjistil, že Máximin otec nebyl přímo zapojen do žádného z mnoha zvěrstev, ke kterým došlo během tohoto období. Baud však také dospěl k závěru, že Zorreguieta o nich téměř jistě věděl. Přesto se o jeho možné účasti na královské svatbě diskutovalo několik měsíců.

## Manželství a rodina
Pár oznámil své zasnoubení dne 30. března 2001. Máxima promluvila k národu v nizozemštině (kterou v té době mluvila pouze v základním konverzačním rozsahu) během živého televizního vysílání. Máximě bylo uděleno nizozemské občanství královským výnosem dne 17. května 2001 a nyní má dvoje občanství; nizozemské a argentinské. Zasnoubení bylo formálně schváleno Generálními stavy později v tomto roce.
Máxima a Vilém-Alexander se vzali 2. února 2002. Sňatek byl jak občanský (na amsterdamské radnici), tak církevní (v amsterdamském kostele Nieuwe Kerk).
Máximini rodiče nebyli na svatbě přítomni kvůli účasti jejího otce na Procesu národní reorganizace během špinavé války. Její matka se rozhodla neúčastnit bez svého manžela.
Pár má tři dcery:
- 1. Catharina-Amalia Beatrix Carmen Victoria (* 7. 12. 2003 Haag), korunní princezna nizozemská
- 2. Alexia Juliana Marcela Laurentien (* 26. 6. 2005 Haag)
- 3. Ariane Wilhelmina Máxima Ines (* 10. 4. 2007 Haag)

Dne 30. dubna 2013 se Máxima stala královnou Nizozemska poté, co její tchyně, královna Beatrix Nizozemská, podala abdikaci.

## Činnost
Královna Máxima má zájem o integraci přistěhovalců do nizozemské kultury. Byla členkou speciální parlamentní komise, která se snažila doporučit způsoby, jak zvýšit účast přistěhovalkyň na trhu práce. Máxima zdůrazňuje, že pro přistěhovalce je důležité naučit se nizozemský jazyk (stejně jako ona), aby se mohli plně účastnit života v Nizozemí. Máxima hovoří třemi jazyky, španělsky (rodný jazyk), anglicky a nizozemsky, dále se na konverzační úrovni domluví francouzsky.
Jako zástupkyně Nizozemska se účastní konferencí po celém světě. Dne 20. října 2004 jí bylo uděleno místo v nizozemské státní radě, která je nejvyšší poradní orgán a správní soud. Od července 2003 do roku 2005 byla členkou Výboru pro účast žen v etnických menšinách. Má místo ve správní radě předsedy pro řízení rozmanitosti a integrace na Vrije Universiteit Amsterdam. Máxima (spolu se svým manželem) je patronkou Orange Fund (založeného za účelem podpory sociálního zabezpečení a soudržnosti v Nizozemsku) a také předsedá správní radě předsedy Prince Clause pro rozvoj a spravedlnost Mezinárodního institutu sociálních studií a Univerzity v Utrechtu.
Máxima je jedním z mála členů královských rodin kdekoli na světě, který je otevřeným zastáncem práv homosexuálů, a jako první člen královské rodiny se zúčastnil 5. března 2008 konference o právech LGBT.
Královna Máxima je od roku 2010 čestnou předsedkyní platformy Money Wise. V této funkci se zaměřuje na význam finančního vzdělávání a rozumného hospodaření s penězi, zejména pokud jde o děti a mládež. Královna působí jako zvláštní poradce platformy a konzultuje se zúčastněnými stranami způsoby, jak zvýšit finanční gramotnost.
Od 10. června 2015 je královna Máxima čestnou předsedkyní Ambassadors for Music at School Platform.
Královna Máxima je členkou Výboru pro podnikání a finance, který vystřídal Radu pro mikrofinancování v roce 2011. Královna se zavázala rozšířit dosah různých příležitostí financování, a to jak prostřednictvím koučování, tak poskytováním úvěrů pro nové i stávající malé podniky v Nizozemsku. Usiluje také o zvýšení počtu podnikatelek.

## Mezinárodní schůzky
Královna Máxima v současné době slouží jako zvláštní obhájkyně generálního tajemníka OSN pro inkluzivní finance pro rozvoj (UNSGSA). V září 2009 ji do této role jmenoval generální tajemník OSN Pan Ki-Moon, aby zvýšil povědomí o důležitosti inkluzivních finančních systémů pro dosažení hospodářských a rozvojových cílů, jako je zmírňování chudoby, zajišťování potravin a vzdělávání. Ve své práci jako UNSGSA se královna zaměřuje na to, jak formální finanční služby, jako je spoření, pojištění a úvěry, mohou zabránit lidem v pádu do chudoby kvůli výdajům na zdravotní péči a lidem, kteří se nemohou chránit před rostoucími cenami potravina chudoba, protože nemají přístup k základním spořicím účtům. Úlohou UNSGSA je podporovat činnost vlád, soukromého sektoru, tvůrců standardů finančního systému a dalších směrem k inkluzivnějšímu finančnímu systému, který pracuje pro chudé.
Máxima je také čestnou patronkou globálního partnerství G20 pro finanční začleňování (GPFI) od června 2011. V této roli spolupracuje s vládami a partnery na prosazování akčního plánu G20 pro finanční začleňování a programu vzájemného učení finančního začlenění G20. Předtím byla královna členem poradní skupiny pro Mezinárodní rok mikroúvěrů OSN 2005 a do roku 2009 byla členkou poradní skupiny OSN pro inkluzivní finanční sektory.

## Tituly a vyznamenání
Dekretem ze dne 25. ledna 2002, po slavnostním uzavření manželství, získala Máxima Zorreguieta tituly Nizozemská princezna a Princezna z Orange-Nassau a formálně jí byl přiznán titul královská výsost. Stala se také „mevrouw van Amsberg“ (paní van Amsberg).
Další vyhláška vydaná ve stejný den jí přiznala osobní znak a osobní standartu.
Dne 13. května 2011 nizozemský parlament po debatě o jejím budoucím titulu potvrdil, že Máxima se po korunování svého manžela stane královnou, chotí. Dne 28. ledna 2013 bylo oznámeno, že královna Beatrix 30. dubna abdikuje ve prospěch Viléma-Alexandera. Máxima je první královnou chotí království, od dob princezny Emmy z Waldecku a Pyrmontu, druhé manželky Viléma III. Je také první nizozemskou královnou, která se narodila jako neurozená, a první, která se narodila mimo Evropu.

### Královské tituly
- 2. února 2002 – 30. dubna 2013: Její královská výsost princezna Máxima z Nizozemska

Celý název: Její královská výsost princezna Máxima z Nizozemska, princezna, paní van Amsberg
- 30. dubna 2013 – současnost: Její Veličenstvo královna

Celý název: Její Veličenstvo královna Maxima, princezna z Nizozemska, oranžsko-nasavská kněžna